# Neuroplasticitat

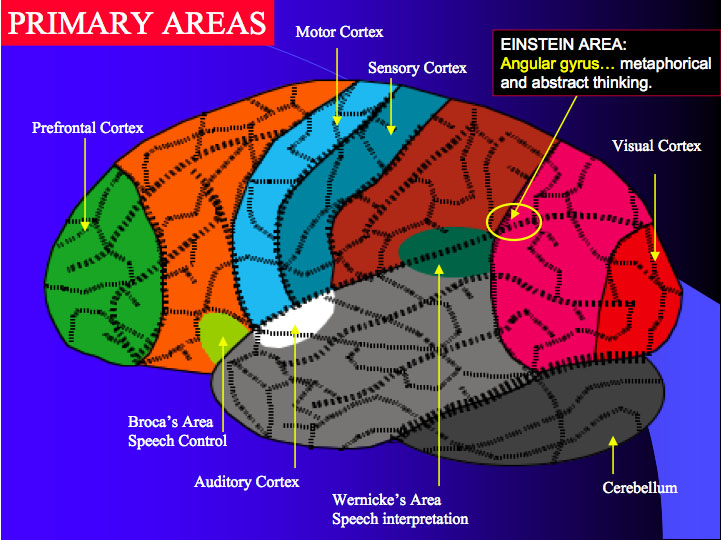
Les funcions cerebrals en realitat no estan confinades en certs llocs fixes contràriament al que es veu en aquesta imatge

Neuroplasticitat, també coneguda com a plasticitat cerebral, és un terme que engloba tant la plasticitat sinàptica com la plasticitat no sinàptica- es refereix a canvis en les vies neuronals i en la sinapsi degudes a canvis en el comportament, ambient processos neuronals, pensament, emocions, com també els canvis que resulten de danys en el cos. La neuroplasticitat ha substituït l'anterior opinió sobre que el cervell era un òrgan fisiològicament estàtic, i explora com i de quines maneres el cervell canvia al llarg de la vida.
La paraula plasticitat va ser aplicada per primera vegada al comportament l'any 1890 per part de William James en la seva obra The Principles of Psychology, La primera persona a usar el terme plasticitat neuronal sembla que va ser el neurocientífic polonès Jerzy Konorski.
La neuroplasticitat ocorre en una gran varietat de nivells, que van des del canvis cel·lulars deguts a l'aprenentatge, a canvis a gran escala implicats en la recartografia cortical en resposta a un dany físic. El paper de la neuroplasticitat està àmpliament reconegut en un desenvolupament saludable, aprenentatge, memòria i recuperament d'un dany cerebral. Actualment se sap que molts aspectes del cervell romanen plàstic fins i tot dins la vida adulta.

## Neurobiologia
Un dels principis fonamentals de com les funcions de la neuroplasticitat estan enllaçades amb el concepte d'esporga sinàptica (synaptic pruning), és la idea que els connexions sinàptiques dins del cervell són desplaçades constantment o recreades, amb molta dependència sobre com es fan servir (Teoria Hebbiana).

## Tipus
Diferenciem 3 tipus de plasticitat: la sinàptica, la neurogènesi i el procés funcional compensatori:
- La sinàptica és la base de l'aprenentatge i la memòria. Cada vegada que el cervell aprèn alguna cosa nova, estableix connexions entre les seves neurones i millora la comunicació entre elles. Ho fa reforçant xarxes anteriors o, en tot cas, formant-ne de noves. La pràctica i la repetició d'aquestes comunicacions millora l'eficiència en la transmissió; per la qual cosa, a més connexió, més rapidesa i eficiència.

- La neurogènesi es refereix a la formació de noves neurones, una capacitat que no té a veure amb l'edat. Aquestes noves neurones ajuden a tenir una bona memòria, permeten seguir aprenent i eviten que els nostres records es solapin.

- El Procés Funcional Compensatori és un mecanisme de el cervell per compensar àrees que van envellint. El que fa és reorganitzar les seves xarxes neurocognitives, activant àrees en desús.

## Períodes crítics de la plasticitat
L'edat és un determinant clau de la plasticitat cortical dependent de l'experiència. Els canvis funcionals i estructurals importants tenen tendència a desenvolupar-se en l'etapa primerenca de la vida, durant èpoques limitades de captació d'estímuls coneguts com a períodes crítics.
Els períodes crítics han sigut detectats en tots els sistemes sensorials essencials i en una gran varietat d'espècies animals, i la seva identificació ha sigut molt útil pel descobriment de la maquinària cortical amb relació a la regulació d'aquests.
Molts dels estúdis dels períodes critics de plasticitat se centren en el model del cortex auditiu primari de la rata, que presenta una successió d'etapes que responen a diferents estímuls durant el creixement. Per exemple, la captació de l'afinació de la freqüència correspondria al primer i més curt període en el sistema auditiu, mentre que la captació d'estímuls auditius més complexos es desenvoluparia més tard, durant la infància.
Tot i que estiguin típicament associats a les etapes de desenvolupament primerenc, existeix una base sòlida d'evidència que demostra que els períodes crítics poden ser reiniciats més tard, degut a una sèrie de factors que encara estan estudiant-se, com els danys en òrgans sensorials perifèrics i els canvis en l'entorn sensorial.
Estudis recents sobre la plasticitat demostren que els canvis en el sistema auditiu que normalment tenen lloc durant els primers períodes crítics es poden arribar a observar durant altres etapes de creixement en persones i animals. Això suggereix que els elements que regulen la plasticitat varien al llarg de la vida i no només operen en els períodes crítics.

## Un exemple d'utilitat

### Tractament del dany en el cervell
La neuroplasticitat és el tema fonamental que dona suport al tractament del dany cerebral adquirit (acquired brain injury) amb l'objectiu de programes terapèutics experimental en el context de la rehabilitació.

### Visió
Després de dècades d'haver assumit que la visió binocular, en particular l'estereopsi, hauria de ser aconseguida obligatòriament al principi de la infantesa, en anys recents les millores en persones amb ambliopia, insuficiència convergent o amb anomalies en la visió estèreo, han esdevingut exemples clars de neuroplasticitat.

### Tractament de dificultats en l'aprenentatge
Michael Merzenich va desenvolupar una sèrie de programes de plasticitat per ordinador coneguts com a Fast ForWord que ofereixen set exercicis cerebrals per ajudar amb els dèficits de llenguatge i d'aprenentatge causats per la dislèxia.